# 梅西亚 (波兰)
梅西亚（波蘭語：Maciej Artur Gaca，直译马切伊·阿图尔·加卡）是波兰的汉学家和外交官，曾任波蘭臺北辦事處處長（即波蘭駐台代表）。

## 生平
1988年至1994年，梅西亚就读于波兹南亚当·密茨凯维奇大学，获得东方研究文學硕士学位。期间于1990年至1991年在北京大学学习。2001年，于密茨凯维奇大学获得哲学博士学位。

### 学术工作
2008年6月，密茨凯维奇大学孔子学院在波兹南揭牌成立，这也是波兰的第二所孔子学院，梅西亚当时任波方院长。后梅西亚投身外交领域。2019年卸任驻台代表后，梅西亚回到学界，目前任尼古拉·哥白尼大学教授。

### 外交工作
2010年1月至2014年9月，梅西亚任波兰驻华大使馆文化参赞。
2015年3月，任华沙贸易办事处处长。任内，“华沙贸易办事处”更名为“波蘭臺北辦事處”。离任前，由中華民國外交部部長吴釗燮颁发紫色大绶景星勋章。

## 荣誉

### 外国勋章奖章
- 紫色大绶景星勋章（中华民国，2019年8月29日批准[3]，同日于台北外交部颁发[4]）